# Caumasee
Der Caumasee (rätoromanisch Lag la Cauma, manchmal auch Lai da Cauma) liegt im Grosswald Uaul Grond der Gemeinde Flims im Schweizer Kanton Graubünden. Er liegt mit jahreszeitlich schwankendem Pegel auf zirka 997 m Höhe und wird mit einer eigens dazu gebauten Standseilbahn erschlossen.

## Name
Die Bedeutung des Namens leitet sich vom griechisch-lateinischen cauma ab, was so viel bedeutet wie ‚Sonnenhitze‘. Im Romanischen bezeichnet es auch den Rastplatz des Viehs über die Mittagszeit, also bei Sonnenhitze. Das Wort hat jedoch auch die Bedeutung von ‚Schlafstätte‘. «Caumasee» lässt sich also am ehesten mit ‚See der Mittagsruhe‘ übersetzen.

## Lage/Umgebung
Der See ist gänzlich von Wald umgeben. Er liegt in einer Senke südlich des etwa hundert Meter höher gelegenen Flims im Flimser Grosswald, welcher die bündnerische Surselva abtrennt als "Gebiet ob dem Wald". Der See ist nur zu Fuss oder mit dem Fahrrad zu erreichen – für Fahrräder gilt jedoch auf dem Hauptweg, welcher direkt von Flims-Waldhaus zur Standseilbahn führt, das einzige Fahrverbot im Grosswald.
Geologisch liegt er in der Schuttmasse des Flimser Bergsturzes. In anderen Senken dieses grösstenteils bewaldeten, coupierten Geländes liegen auch die andern drei Flimser Seen: Lag Prau Pulté, Lag Prau Tuleritg, und Crestasee. Südwestlich des Caumasees liegt der höchste Hügel der Seeregion, die Anhöhe La Mutta (1236 m). Fast in der Mitte des Sees liegt eine rund 3000 Quadratmeter grosse, zum Teil bewaldete Insel, die als Isla bezeichnet wird.

## Besonderheiten
Das Wasser des Caumasees ist auffallend türkisgrün. Weiter ist bemerkenswert, dass die westlichste Bucht des Sees trotz seiner Höhe über Meer sowie der Lage des Sees in einem Kaltluftsee im Winter nicht zufriert; als Grund ist anzunehmen, dass der See von mächtigen unterirdischen Quellen durchflossen wird, welche offensichtlich in diesem Teil des Sees ihren Ursprung haben. Auch der Abfluss erfolgt unterirdisch. Der Wasserspiegel unterliegt beträchtlichen Schwankungen, im Jahr 2015 stieg der See um mindestens 4 Meter und 30 Zentimeter an. Den Höchststand erreicht der See jeweils Mitte/Ende Juli, was ungefähr dem Ende der Schneeschmelze im umliegenden Gebirge entspricht. Im August sinkt der Seespiegel schon wieder, die Absink-Geschwindigkeit kann gut fünf Zentimeter pro Tag erreichen. Den niedrigsten Stand erreicht der See jedoch erst nach dem Wegschmelzen des winterlichen Schnees am See im Frühling, gegen Ende April. Mit aufwändigen Färbe-Versuchen wurde in früheren Jahren versucht, den Weg des Wassers zu eruieren, was jedoch nicht gelang.

## Nutzung

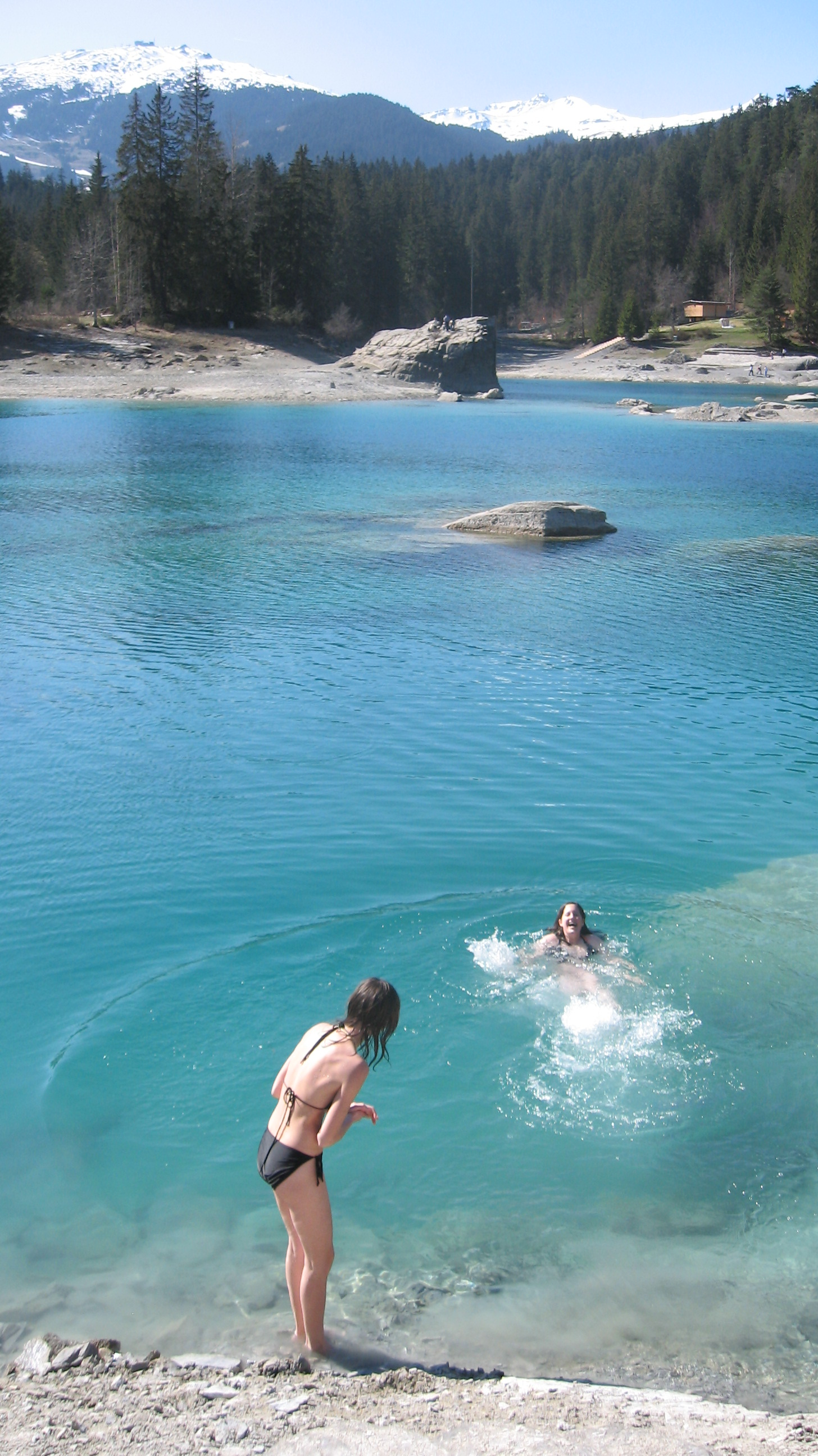
Badebetrieb am Caumasee (15. April 2007)

Der See ist im Sommer ein beliebter Badeort; in seiner windgeschützten Mulde erreicht er eine Wassertemperatur von bis zu 24 Grad. Besonders im Frühsommer weist der See vergleichsweise hohe Temperaturen auf, wegen des geringeren Volumens auf dem noch tiefen Wasserstand und der unterirdischen Speisung. Die westliche Bucht bleibt denn auch den ganzen Winter selbst in längsten Kälteperioden eisfrei.
Seit 1937 führt eine Standseilbahn von 125 Metern Länge zum See hinab, welche 1999 und 2024 auf dem alten Trassee und auf den originalen Schienen von 1937 erneuert wurde. Der Caumasee-Lift war bis 2024 nur während der Sommersaison in Betrieb, seit dem 14. Dezember 2024 auch im Winter, dessen Benutzung ist gratis.
Während der Badesaison wird bei einigermassen schönem Wetter im Infrastruktur-Bereich eine Eintrittsgebühr erhoben. An Spitzentagen werden über 3000 Eintritte gezählt.
Im Winter blieb das 1970 eröffnete Restaurant bis zu seinem Abbruch im Jahr 2023 geschlossen; der See konnte jedoch auf geräumten Fusswegen erreicht und umrundet werden. Seit Dezember 2024 ist das Restaurant auch in der Wintersaison geöffnet.

## Geschichte

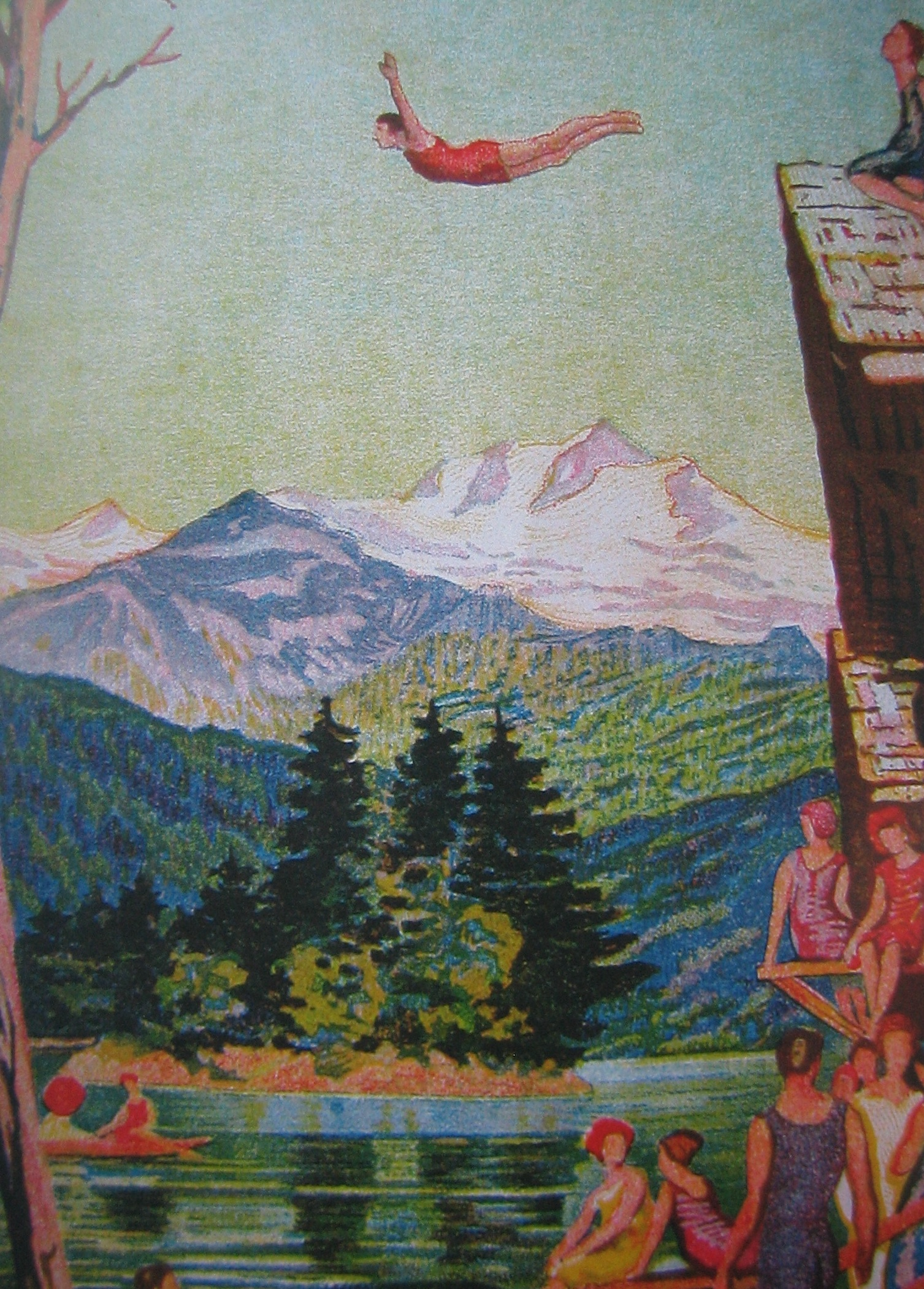
Prospekt von 1920

Schon früh, sicher aber im 19. Jahrhundert, galt das Wasser des Caumasees als heilkräftig. Kranke kamen, um mit seinem Wasser Augen- und Hautleiden, Gicht und nicht verheilte Wunden zu kurieren. 1835 wurde am nordöstlichen Ufer eine Badehütte errichtet; ein Pumpwerk trieb Caumaseewasser in drei Badebecken und eine Gemeinschaftswanne, die jedoch nach ein paar Jahren wieder zerfielen.
Die Insel im See gehörte damals einem Flimser, der sie als Belohnung für besondere Verdienste erhalten hatte. Er baute darauf ein Restaurant, das sich aber nicht halten konnte und von der 1875 gegründeten Gesellschaft «Kur- und Seebadanstalt Waldhaus» wieder entfernt wurde. Die Gesellschaft erhielt von der Gemeinde die Konzession zur alleinigen Bewirtschaftung des Caumasees mit der Auflage, die notwendigen Fahr- und Wanderwege zu erstellen.
Um 1880 wurden Wanderwege um den Caumasee angelegt; Ruderboote wurden gekauft und ein Bootshaus und eine erste Badeanstalt gebaut. 1884 ging die Insel in den Besitz des Hotels Waldhaus über.
1906 wurde die erste Badeanstalt durch einen Neubau im Chaletstil mit zwei nach Geschlechtern getrennten Nichtschwimmerbecken und zahlreichen Umkleidekabinen ersetzt. Wegen des stark schwankenden Pegelstandes des Sees war das Gebäude mit zwei Schwimmkörpern ausgestattet und hob und senkte sich je nach Wasserstand, zum Ende der Saison auf die gemauerten Fundamente. Auf diesen Flächen stand das Gebäude jeweils den ganzen Winter. 1911 wurde dem Gebäude ein zweiter Stock aufgesetzt und ein Restaurant wurde eingebaut. Zwei kleine Buchten im Westteil und ein Abschnitt im Ostteil wurden später mit Steinplatten belegt und bis zur Übernahme durch die Gemeinde jährlich im Frühling gereinigt, sodass ein komfortabler Einstieg in den See möglich war. Eine der Plattenanlagen ist ein Nichtschwimmerbecken mit Sitzrand. Leider erreichte der See diesen normalen Sommerpegelstand in jüngster Zeit bei weitem nicht mehr, siehe Probleme mit dem Wasserstand. Auch schon früher hatten sich zwar teilweise tiefere Pegelstände als gewünscht ergeben; nicht nur zur Erbauung der Spaziergänger hatte Hoteldirektor Bezzola eines der Bewässerungsbächlein im Flimser Wald bis oberhalb des Prau-Pulté-Sees verlängern lassen, wo es in einer Kaskade und unterhalb der kleinen Brücke auf der Westseite den See erreichte, um den Ausfluss des Prau-Pulté-Sees zu verstärken, in der Hoffnung, den Pegel des Caumasees so zu stützen.
1969 wurde der Caumasee mit allen Einrichtungen von der Gemeinde für eine halbe Million Franken zurückgekauft. Die in die Jahre gekommene schwimmende Badeanstalt wurde abgerissen und durch verteilte Neubauten an Land ersetzt. Insbesondere wurde auch eine Pumpstation erstellt, welche das Abwasser in die Kanalisation von Flims und in die Kläranlage befördert. Überbleibsel der alten Infrastruktur sind die Terrasse des Restaurants sowie die gemauerten Einstiegsbereiche, welche auch bei sinkendem Wasserstand im August einen guten Zugang ins Wasser sicherstellen. In den 1980er-Jahren wurde für den Triathlon eine breite Einstiegstreppe gemauert. Zudem wurde eine wilde, unzugängliche Bucht im Ostteil aufgefüllt, um zusätzlichen Raum für eine Liegewiese zu gewinnen.
Am 2. Juni 2003 wurde das Neubauprojekt «Fels» des Flimser Architekten Valerio Olgiati (Mitarbeiter: Theo Barmttler, Sian Brehler, Daniel Cavelti, Pascal Flammer) und Ingenieur Jürg Buchli mit 1007 zu 267 Stimmen von den Stimmberechtigten abgelehnt. Christian Kerez und Bauingenieur Walter Bieler wurden mit dem 2. Preis ausgezeichnet. Ein späteres reduziertes Projekt wurde ebenfalls abgelehnt. Die bis 1972 erstellten Klötzchen-Bauten im «Provisoriums-Stil» wurden daraufhin im Jahr 2005 zum Teil abgerissen, zum Teil aussen verschönert. Ein Kinderbecken aus den 1980er-Jahren wurde ebenfalls abgerissen und durch einen Kinder-Wasser-Spielplatz ersetzt, zudem ein Beach-Volley-Feld zusätzlich erstellt. Anfang Dezember 2019 wurde ein weiteres Mal ein Baukredit für einen Restaurant-Neubau abgelehnt. Das Projekt von Corinna Menn hatte ein Holzhaus mit einem bedienten Restaurant im ersten Stock vorgesehen. Der Bau wurde leicht verändert verwirklicht und am 14. Dezember 2024 neu für den Ganzjahresbetrieb eröffnet. Auch der Caumasee-Lift wurde saniert und erhielt für den Winterbetrieb technische Anpassungen.

## Galerie

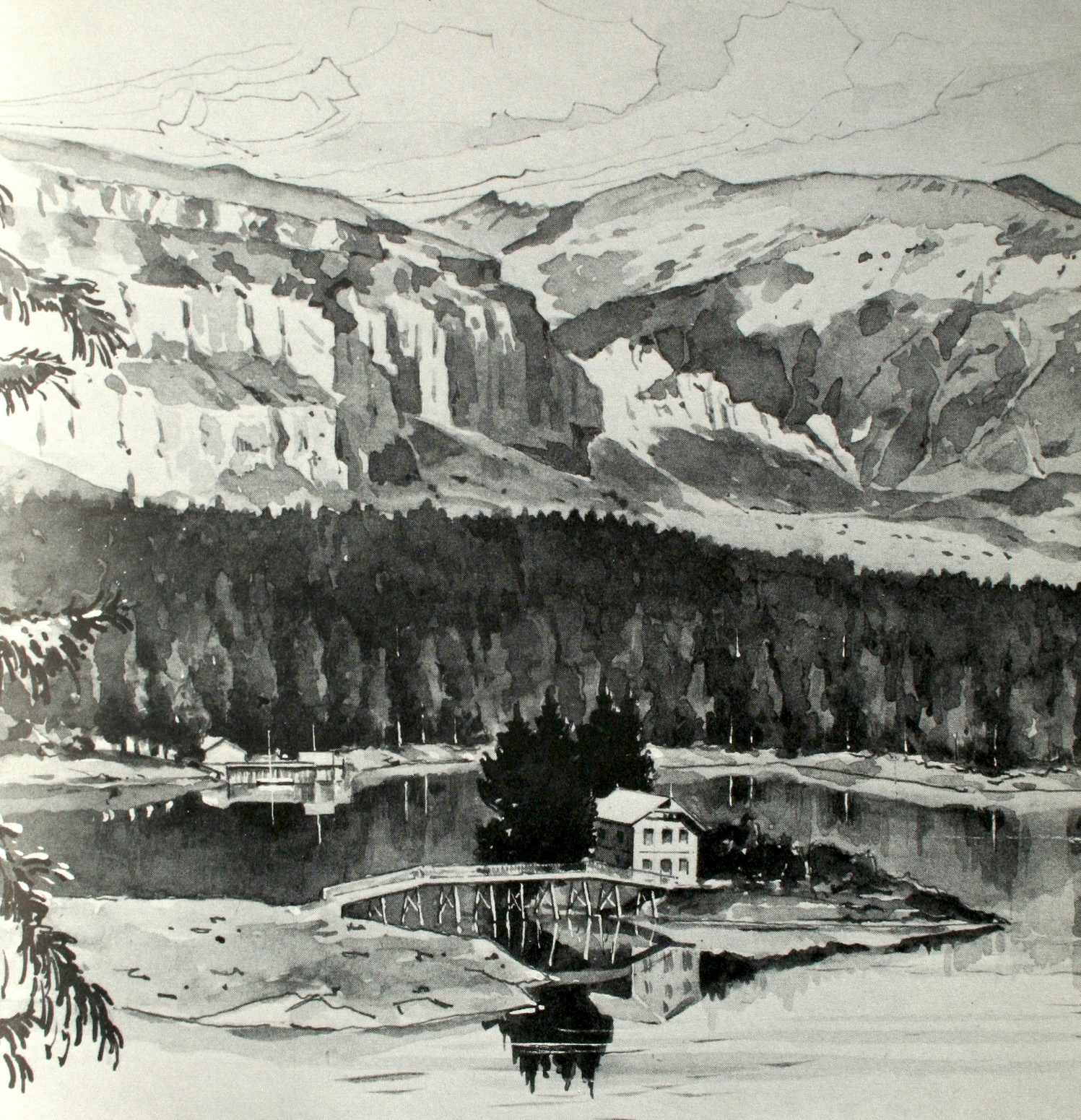
Erstes Wirtshaus auf der Insel, 1880
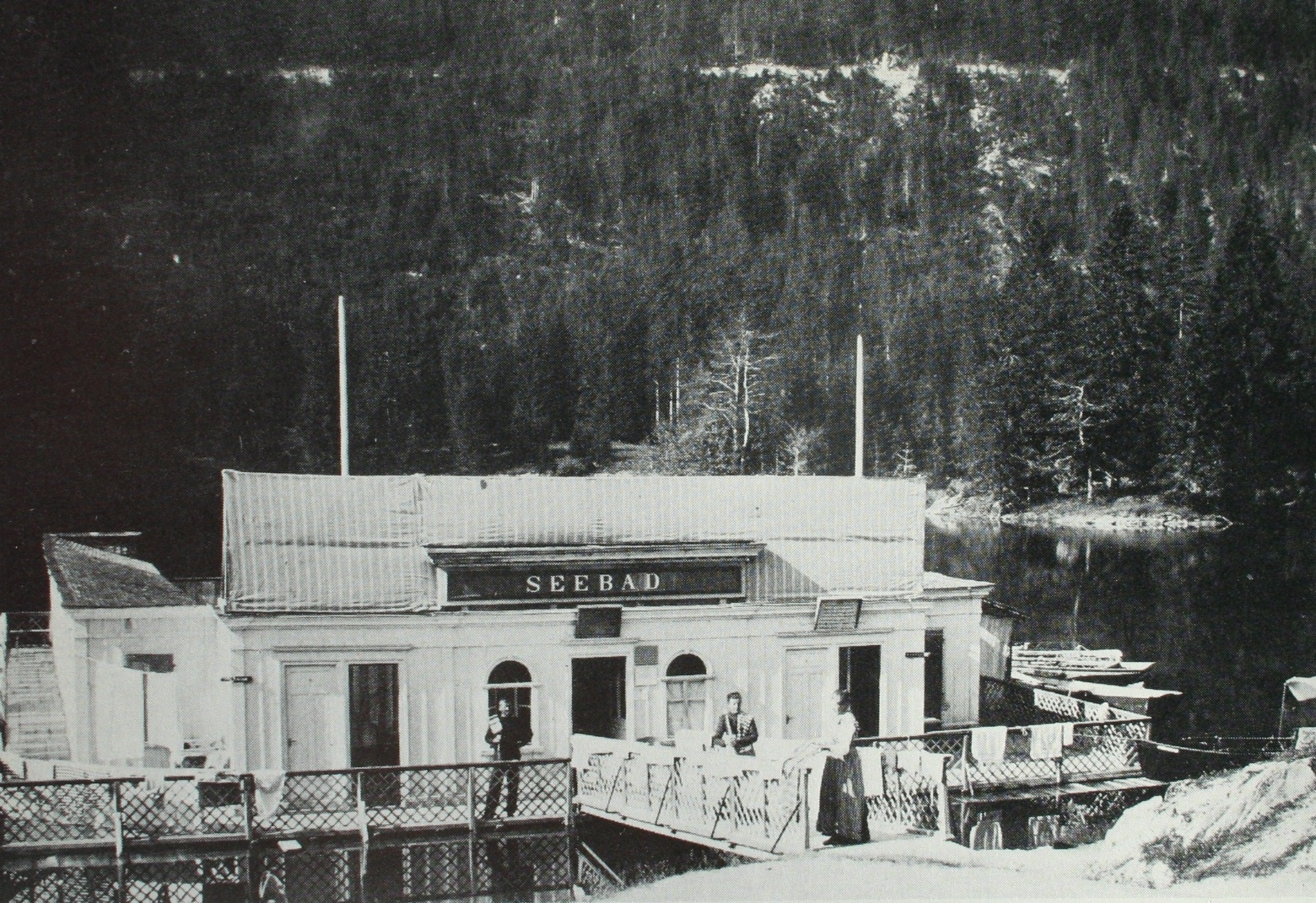
Seebad Caumasee 1880
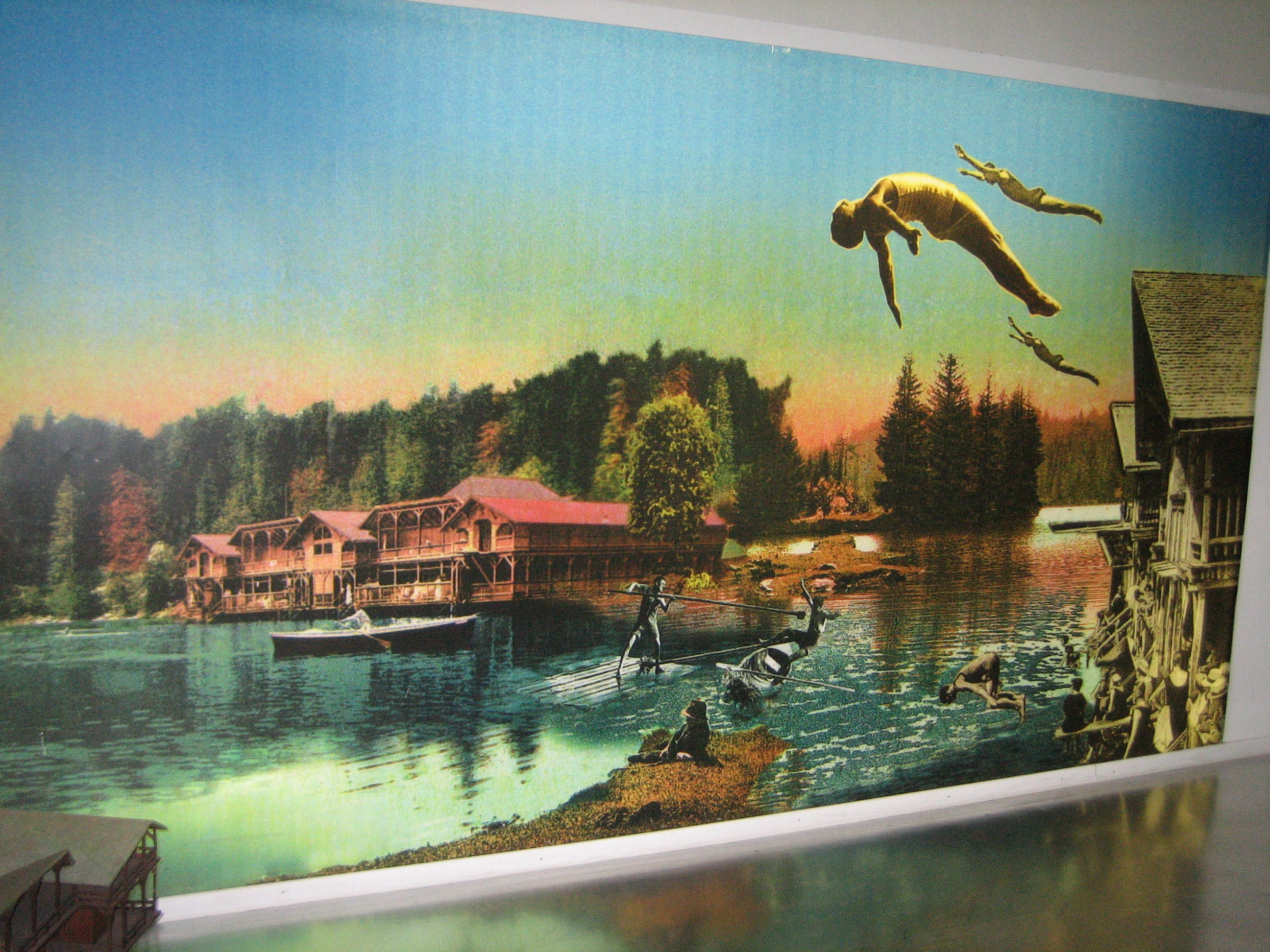
1911
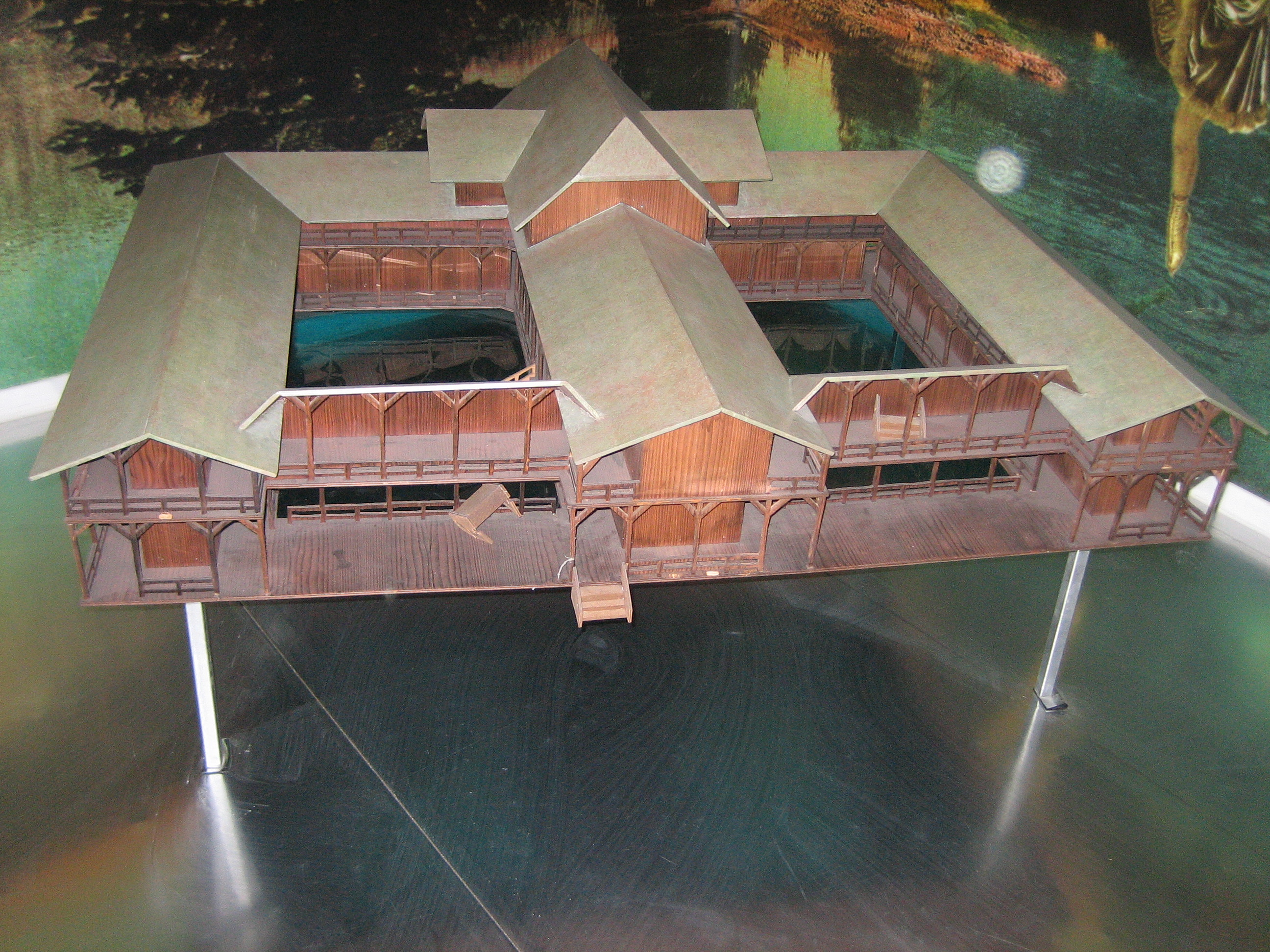
Modell der 1911 ursprünglich einstöckig gebauten und später aufgestockten schwimmenden Badeanstalt
Caumasee, historisches Luftbild von Werner Friedli (1954)
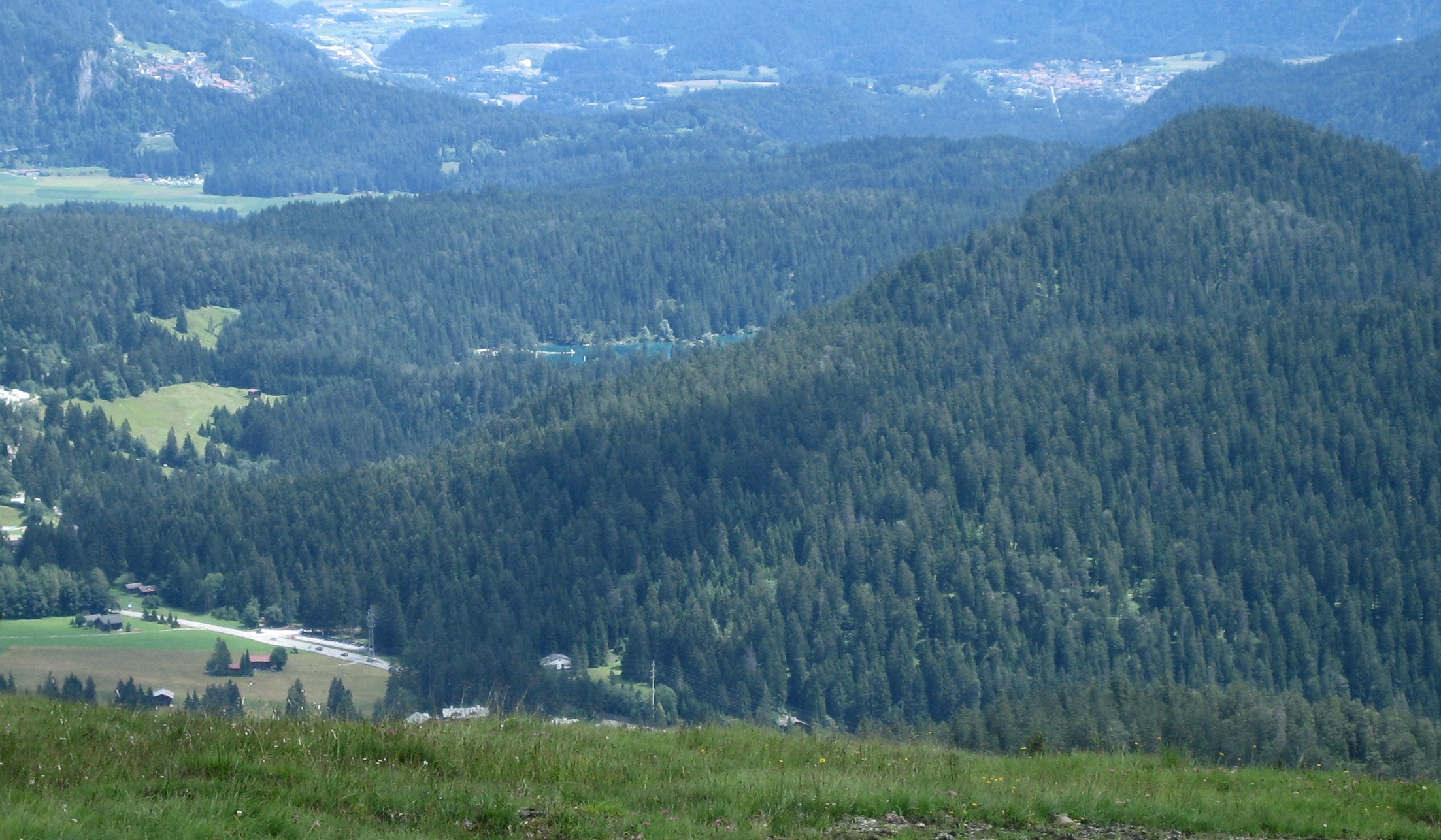
Lage des Caumasees im Bergsturzgebiet
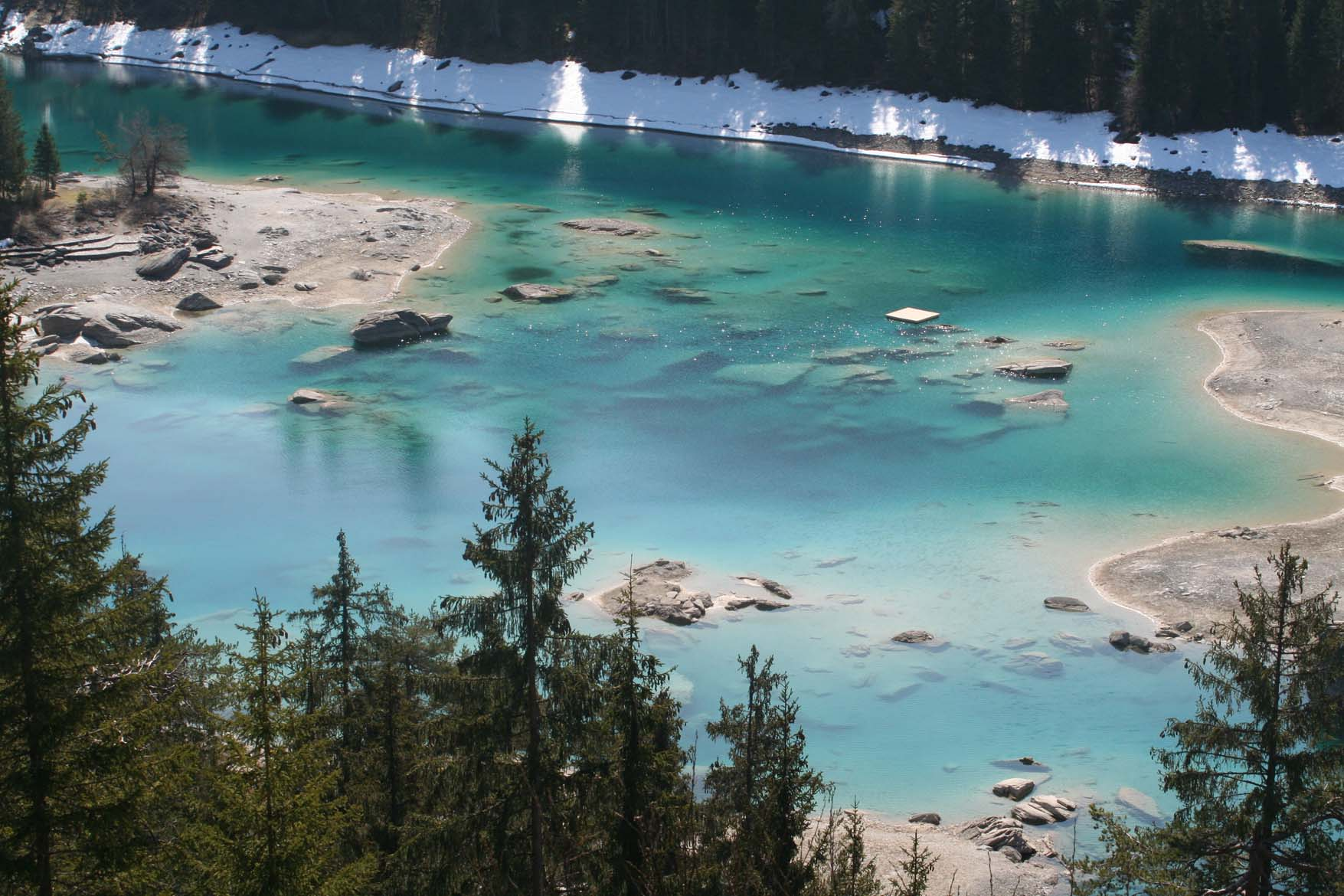
Tiefer Wasserstand im April 2007
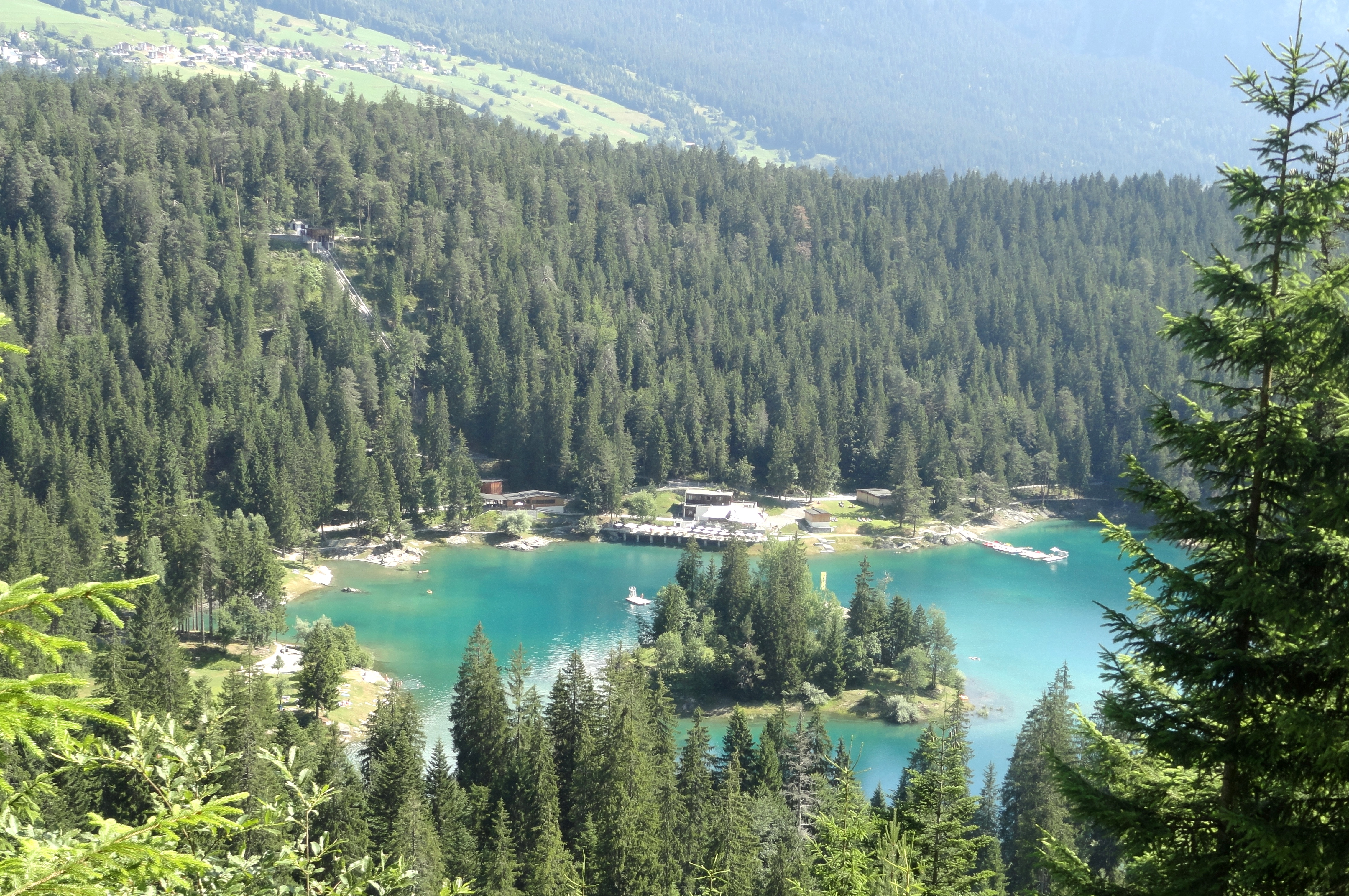
Ansicht von Süden
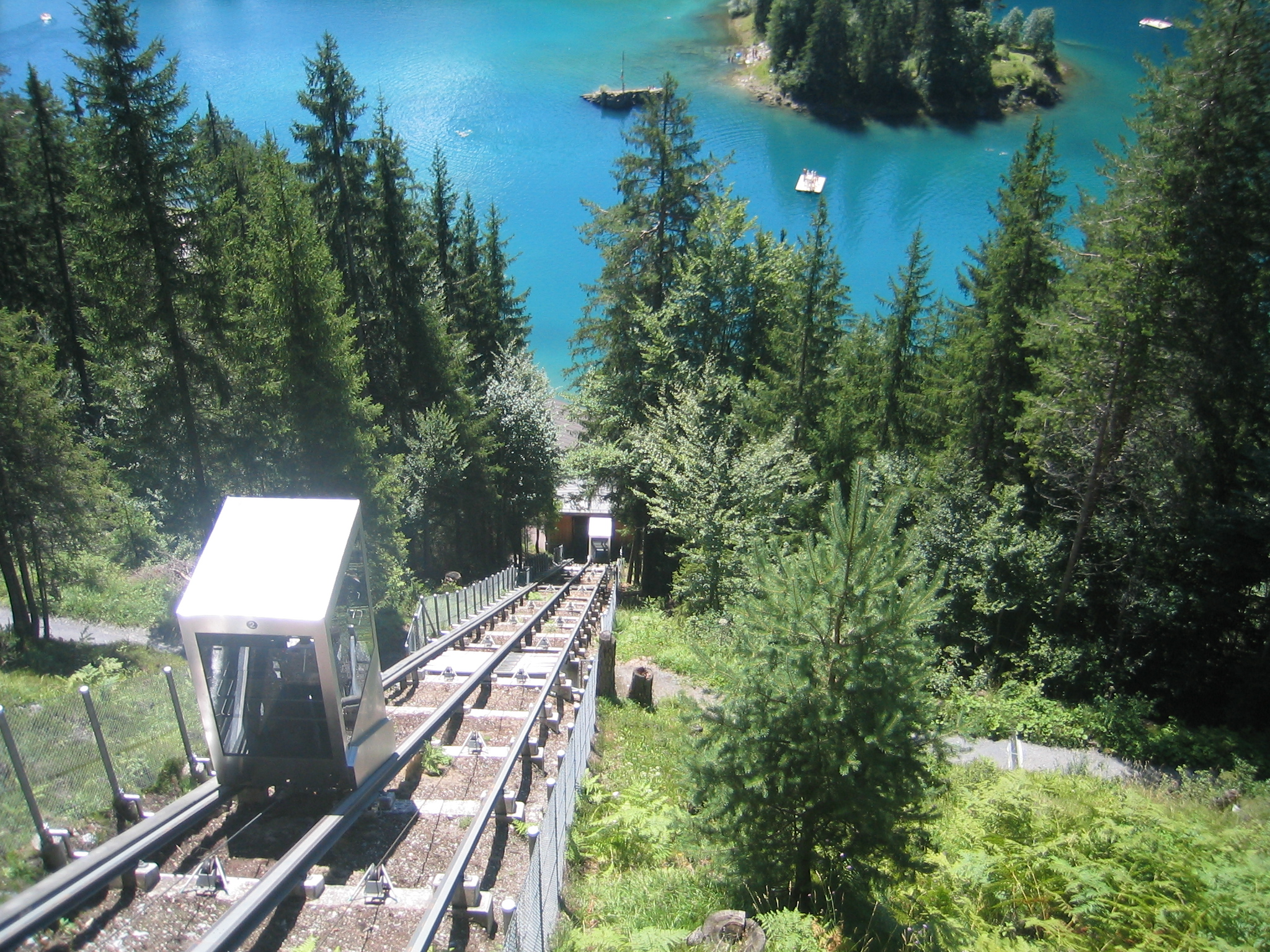
Caumasee-Lift
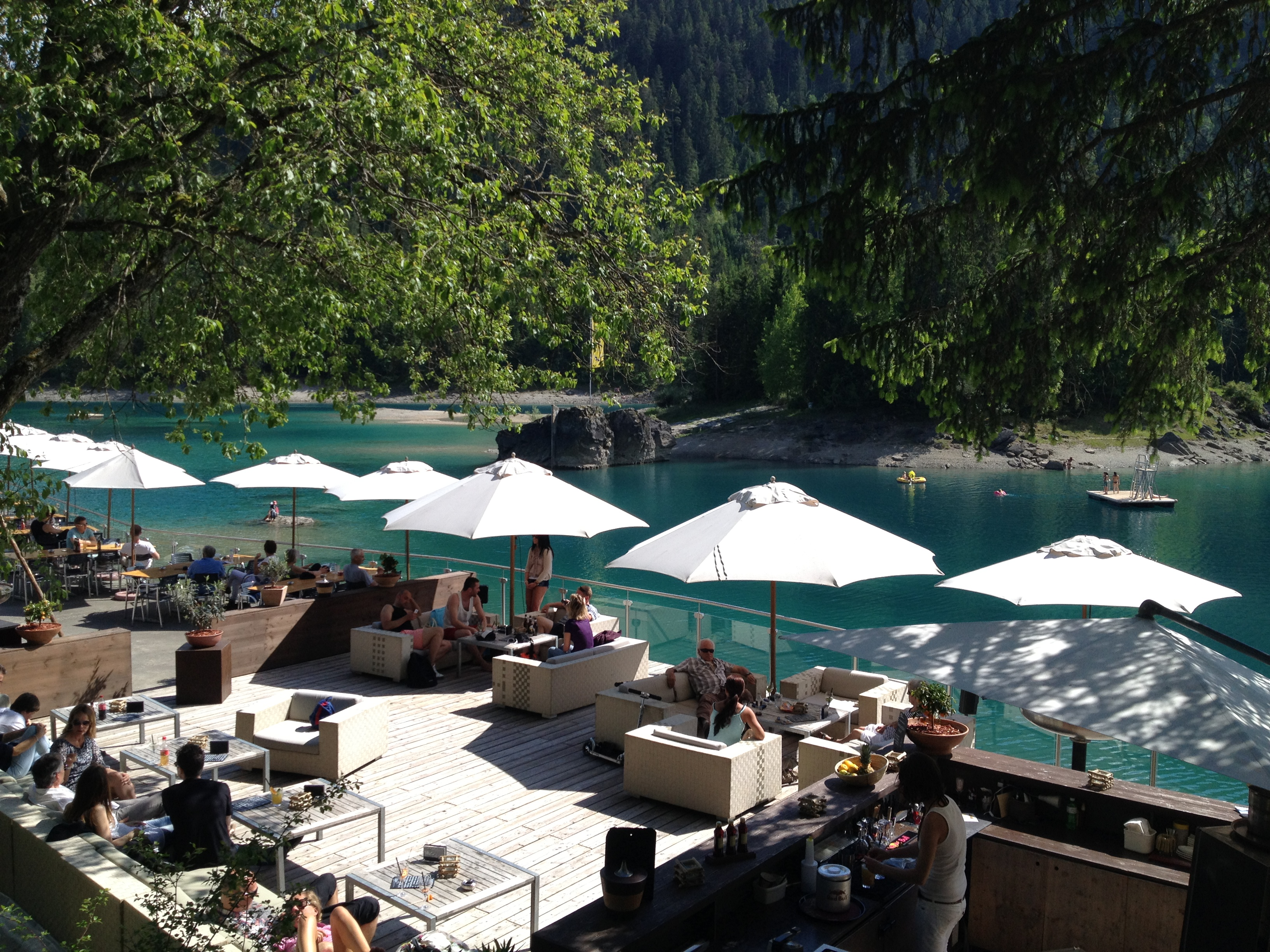
Restaurant-Terrasse
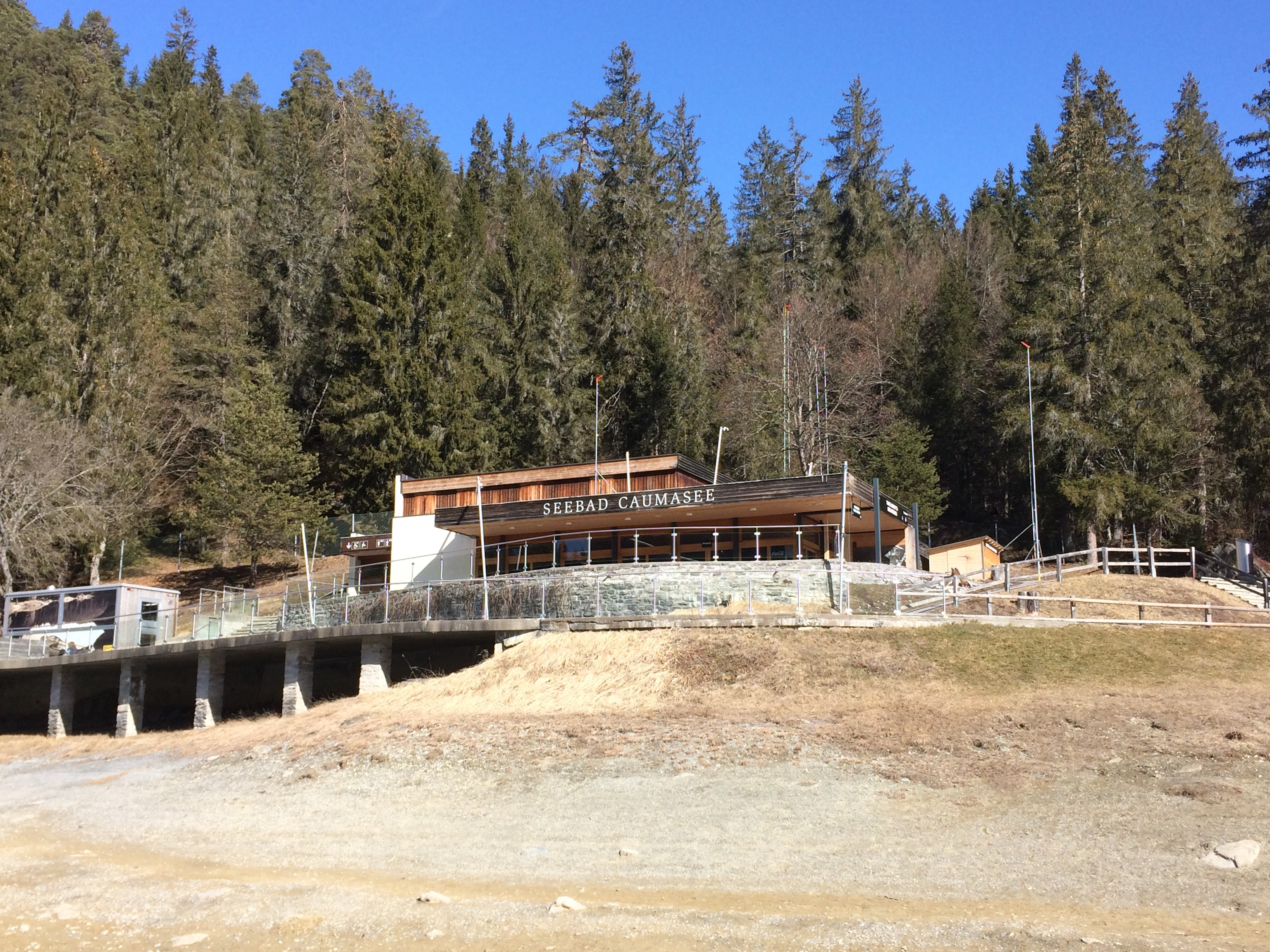
Restaurant 1970–2023 mit Profilen des Restaurants 2024
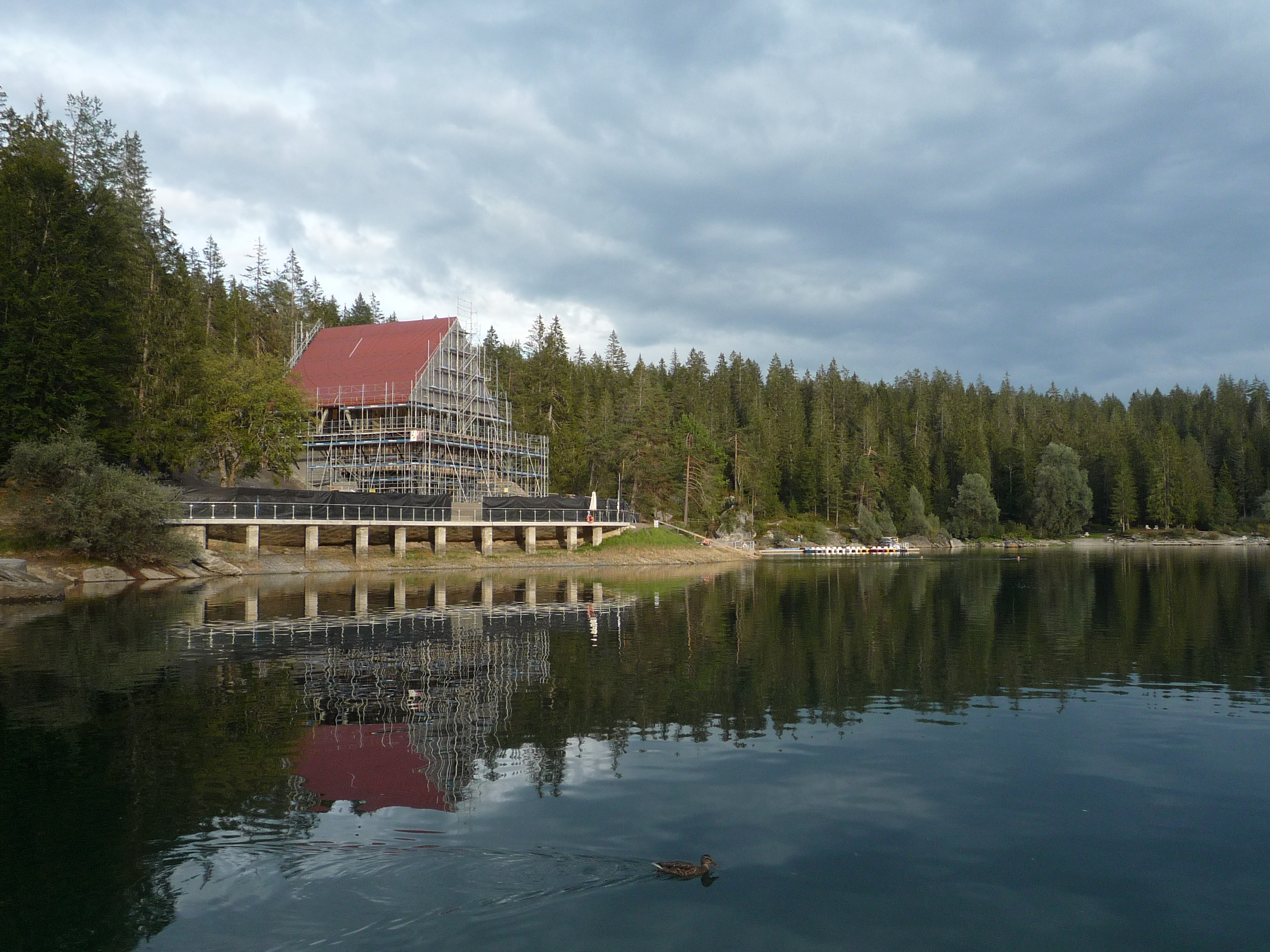
Der aufgerichtete Bau von Corinna Menn im September 2024

## Fauna

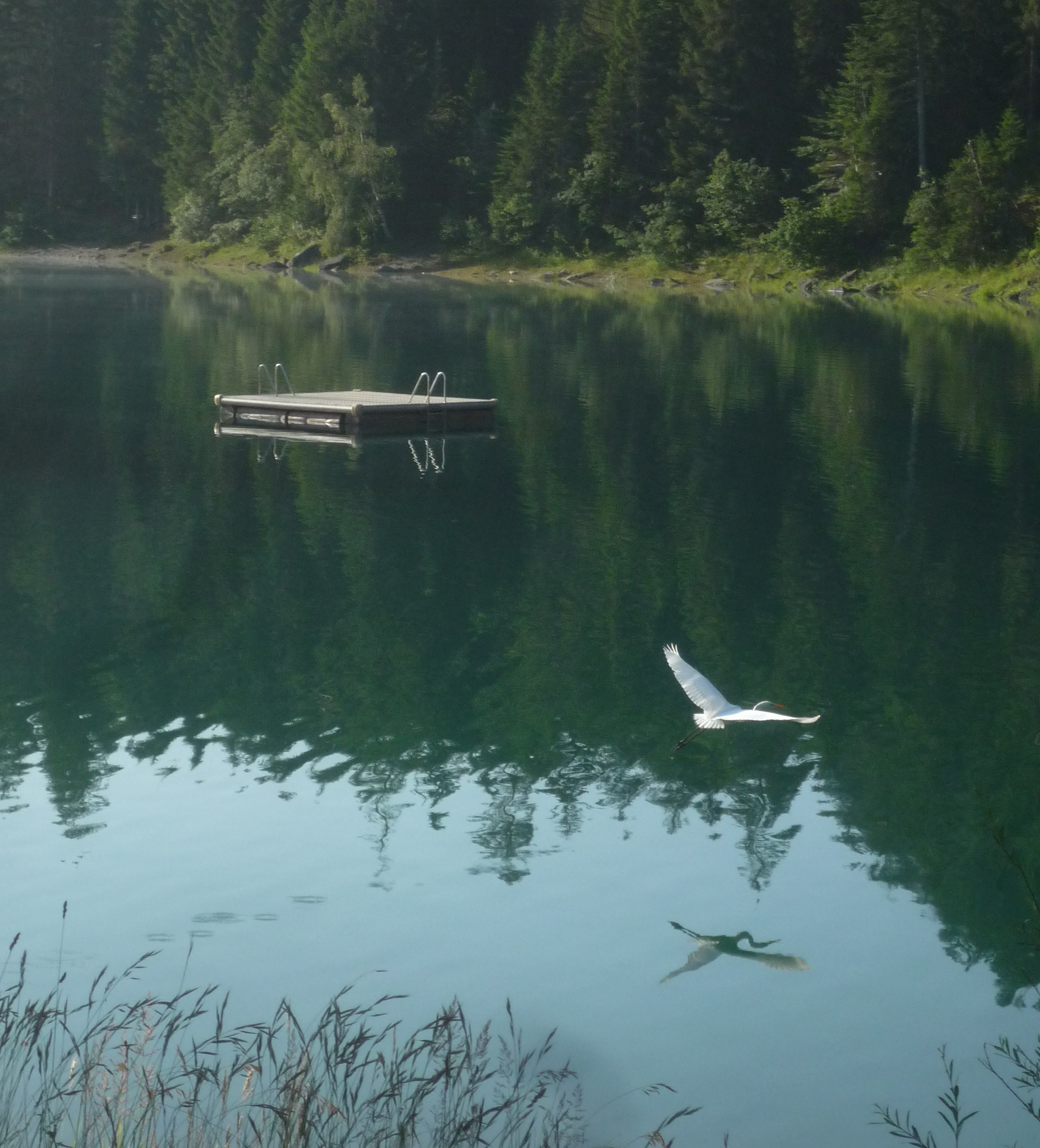
Silberreiher am Caumasee

Im Caumasee leben Fische in Grössenordnungen von der Elritze (in der Schweiz auch „Bammeli“ oder „Bambeli“ genannt) bis zu ausgewachsenen Karpfen von ca. 50 Zentimeter Länge. Vereinzelt kommen deshalb Graureiher zu Besuch, die sich jedoch vom Badebetrieb gestört fühlen. Etwas weniger lassen sich die Bachstelzen stören, mindestens ein Paar nistete schon mehrmals im „Stein“, dem grossen Felsbrocken, der die Fahne trägt und Ziel unzähliger Schwimmer ist, was zu grossen Fütterungspausen führt.
Eine Besonderheit waren die Aale, die um 1882 von einem Hauptmann Meyer im See ausgesetzt wurden. Er hatte auch Tiere in den Heidsee und den nicht mehr existierenden Klosterweiher bei Churwalden eingesetzt. Einzig im Caumasee überlebten die Tiere. 1894 wurden sie von Biologen (darunter Prof. Dr. Johannes Heuscher) untersucht und seziert. Es wurden Tiere beiderlei Geschlechts gefunden. Im Jahr 1932 postulierte Dr. Alberto Gandolfi ein Alter der von ihm untersuchten Tiere von 45 Jahren. Aber auch noch 1986 konnte der Bademeister sicher ein Exemplar beobachten. Im Jahr zuvor wollten zwei Taucher mit Hilfe von Biologen der damaligen Anwesenheit dieser Tiere erneut auf den Grund gehen, erhielten aber trotz Unterstützung durch den Bündner Jagd- und Fischereiinspektor, den Naturschutzbund und das Bündner Naturmuseum keine Bewilligung der Gemeinde.
In den 1970er-Jahren überführte der Flimser Fotograf Jules Geiger im Sommer ein Schwanenpaar zum See. Die seit Ende der 1980er-Jahre auftauchenden Stockenten mögen beim Brüten den steigenden Wasserspiegel des Caumasees nicht. Darum gab es Entenfamilien, die mit ihren Küken vom nahe gelegenen Lag Prau Tuleritg mit seinem fast konstanten Pegel auf dem Landweg zum grösseren Caumasee wechselten und somit eine gefährliche Wanderung durch den Wald in Kauf nahmen. Früher unbekannt aber immer häufiger sind die vorkommenden Krebse. Vermutlich handelt es sich um Dohlenkrebse, die auch im nahen Crestasee vorkommen. Vereinzelt kommen weitere Vögel zu Besuch; immer wieder sind Möwen zu sehen und 2013 bis 2019 waren jedes Jahr Zwergtaucher zu Gast, die sich jedoch als scheue Wildtiere im Caumasee mit dem vielen Betrieb oft gestört fühlen. Hartnäckig war auch einer von drei aufgetauchten Silberreihern, welcher 2013 dem See sogar in der Hochsaison wochenlang treu blieb. Ebenfalls 2013 sowie 2017 war ein Kormoran zu sehen.

## Problem mit dem Wasserstand ab 2003
Seit 2003 war beim Caumasee ein auffällig tiefer Wasserspiegel zu beobachten: Beim Bau der unterirdischen Umfahrung von Flims wurde eine grosse Karströhre angeschnitten, sodass dem Karstsystem Lag Tiert-Lag Prau Pulté seit 2002 über tausend Liter/Sekunde entzogen werden. Da dieses Karstsystem via Lag Prau Pulté und Lag Prau Tuleritg den Caumasee speist, hat auch dieser weniger Wasser zur Verfügung.
Ab 2002 stieg der Wasserstand (gemessen am Massstab am grossen Fels vor der Insel) deutlich weniger und erreichte kaum mehr den Durchschnitt von 8 Metern, der in den vergangenen zwanzig Jahren vor dem Tunnelbau erreicht wurde. Mit einer hydrogeologischen Untersuchung des Karstexperten Pierre-Yves Jeannin vom Februar 2009 wurde der Einfluss des Tunnelbaus auf den Wasserstand des Caumasees nachgewiesen. Auch die allgemeine Trockenheit der letzten Jahre spielte dabei eine Rolle.
Der Pegel wird seit 2011 angehoben, indem dem Pultébach, der den Caumasee nach dem Verlassen des Lag Prau Pulté über Versickerungsquellen hauptsächlich indirekt speist, jährlich bis 700'000 Kubikmeter zusätzliches Wasser zugeführt wird. Das Wasser wird dem Platt-Alva-Bach sowie dem Flembach während sechs bis acht Wochen im Jahr entnommen und dem Bach zugeführt. Dadurch soll der Seespiegel um einen halben bis zu einem Meter gehoben werden. Durch eine direkte Einleitung von Tunnelwasser in den See würde das Wasser die charakteristische Türkisfarbe verlieren. Eine Volksinitiative, die dies verlangt hatte, wurde zurückgezogen. Nach positiver Begutachtung des Projektes durch Experte Simon Löw von der ETH-Zürich wurden Einsprachen von Umweltschutzorganisationen zurückgezogen und das Projekt wurde realisiert.